# Iemasa Tokugawa
Iemasa Tokugawa, 2e duc Tokugawa (徳川 家正) (23 mars 1884 - 18 février 1963) est homme politique et diplomate japonais.
Il est le 17e chef du clan Tokugawa.

## Biographie

### Jeunesse
Fils aîné de Tokugawa Iesato, Iemasa Tokugawa est né dans l'actuel quartier de Sendagaya à Tokyo. Il est diplômé de la faculté de droit de l'université impériale de Tokyo en 1909 et accepte un poste au corps diplomatique du ministère des Affaires étrangères la même année. 

## Vie publique
En 1924, il est nommé consul-général au consulat japonais de Sydney en Australie. En 1929, il est nommé envoyé au Canada et sert à l'ambassade japonaise de Turquie de 1937 à 1939.
En 1940, à la mort de son père, il hérite du titre de duc (kōshaku) selon le système de noblesse kazoku, et siège à la Chambre des pairs du Japon. Le 19 juin 1946, il devient président de la Chambre des pairs et le reste jusqu'au 2 mai 1947 quand les forces d'occupation américaines autorisent l'actuelle constitution du Japon à abolir cette chambre.
Il meurt d'une crise cardiaque à son domicile de Shibuya en 1963 et est décoré à titre posthume de l'ordre du Soleil levant avec fleurs de paulownia (1re classe). Sa tombe se trouve au cimetière Yanaka de Tokyo. Il est remplacé à la tête du clan Tokugawa par Tsunenari Tokugawa (en).

## Distinctions

### Décorations japonaises
- Grand cordon de l'ordre du Soleil levant (18 février 1963)
- Chevalier de l'Ordre du Trésor sacré (2e classe) (19 novembre 1932)

### Décorations étrangères

#### Empire britannique
- Chevalier commandeur de l'Ordre royal de Victoria (22 juillet 1929)
- Officier de l'Ordre de l'Empire britannique (21 février 1919)
- Médaille du couronnement du roi George V (30 juin 1911)